# 일본방송협회

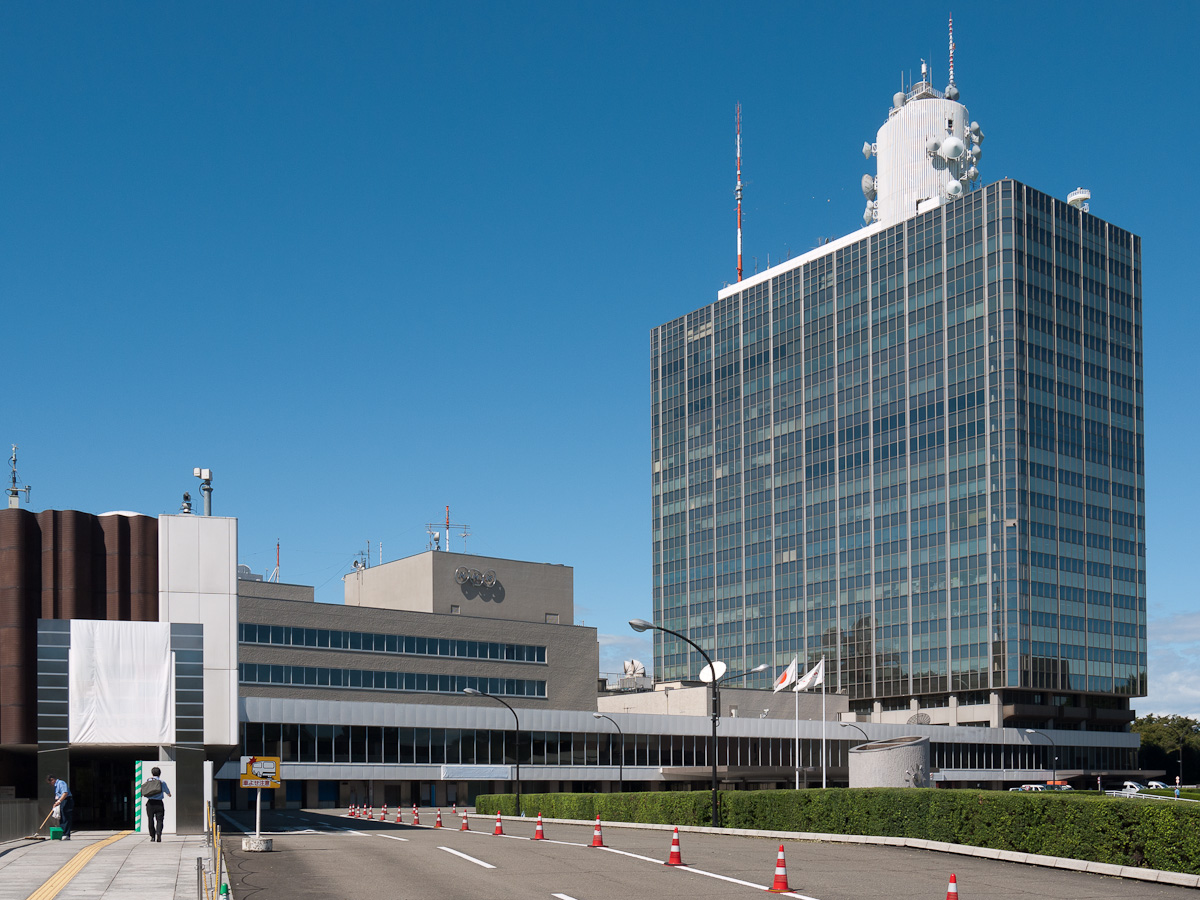
도쿄도 시부야구에 위치한 NHK 방송 센터

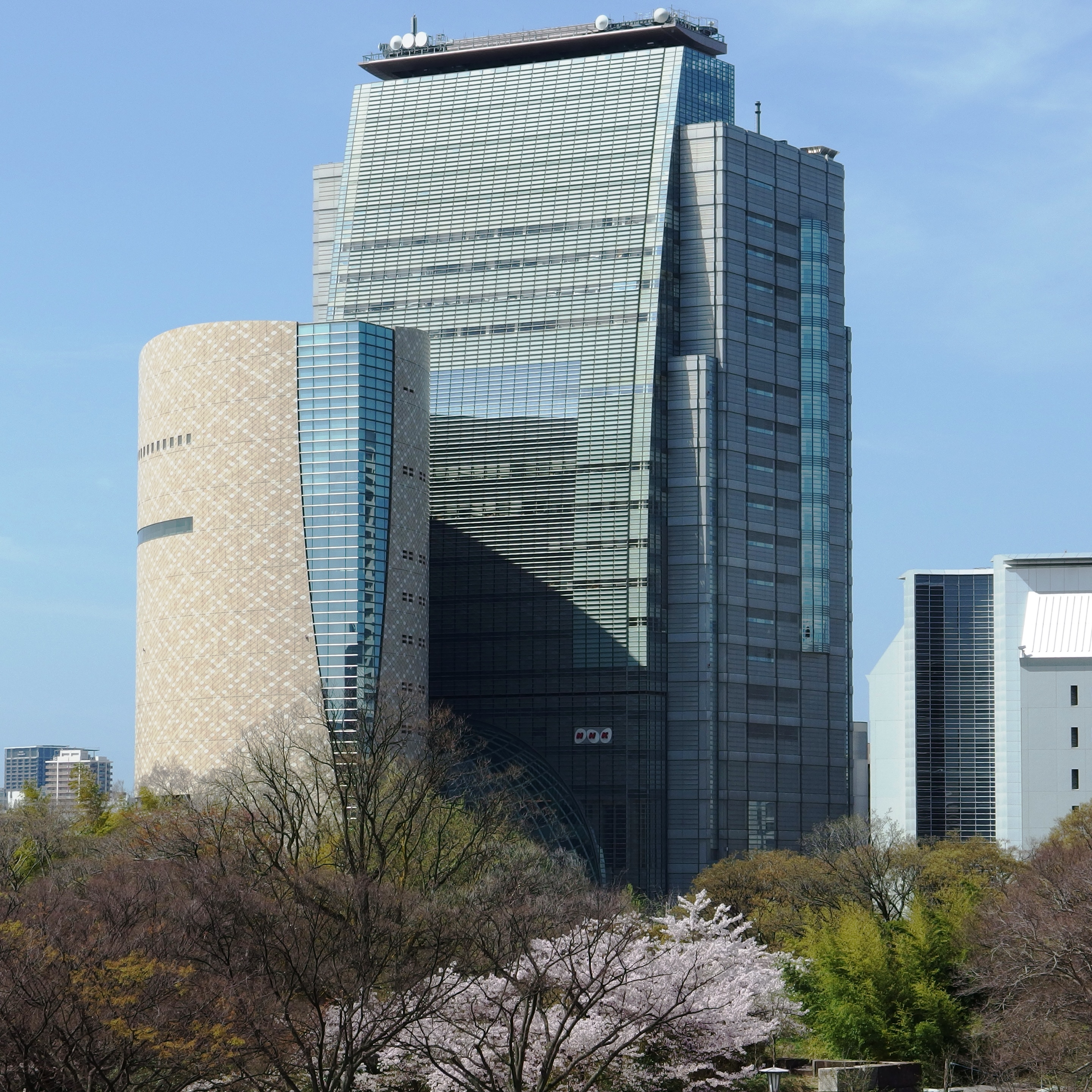
NHK 오사카 방송국

일본방송협회(일본어: 日本放送協会 닛폰호소쿄카이[*]) 또는 NHK는 일본의 공영 방송이다. 2개의 전국 네트워크, 2개의 위성 채널, 3개의 라디오 네트워크를 운영하고 있다. 본부는 일본 도쿄 시부야구에 위치해 있다.
NHK는 '일본방송협회'의 일본어 발음을 로마자로 표기한 "Nippon Hōsō Kyōkai"의 약자이다. 
공영방송이므로 각 국가의 국영, 공영방송과 제휴를 맺고 있다.

## 방송국 개요
NHK는 일본 방송법이 설립의 근거가 되고 있다. NHK의 목적은 방송법 제 7조에서 「공공의 복지를 위해서, 널리 일본 전국에 있어 수신할 수 있도록 풍부하고, 한편, 좋은 방송 프로그램에 의한 국내방송을 실시해 또는 해당 방송 프로그램을 위탁해 방송시키는 것과 동시에, 방송 및 그 수신의 진보 발달에 필요한 업무를 실시해, 아울러 국제 방송및 위탁 협회 국제 방송 업무를 실시하는 것」이라 규정하고 있다.
NHK는 일본 방송법에 근거하여 세워진 특수 법인으로서 1950년에 설립됐으며 방송법의 규정에 의해 1926년에 설립된 사단법인 일본 방송협회의 업무를 계승하고 있다. 덧붙여 사단법인 일본 방송협회는 1925년에 일본에서 처음으로 방송 업무를 개시한 사단법인 도쿄 방송국, 사단법인 나고야 방송국 및 사단법인 오사카 방송국의 업무를 통합해 설립된 것이다.
「NHK」라는 약자의 사용은 사단법인 일본 방송협회가 1939년 여름부터 사용한 것으로 1946년 3월 4일부터 일본 방송협회 방송에서 이용되게 되어,차츰 청취자의 사이에 퍼졌으며 1959년 4월 22일 정식으로 일본 방송협회의 약칭으로 정해졌다.
현재, NHK 종합 TV는 약칭으로 GTV(General TeleVision)를, NHK 교육 TV는 별칭으로 ETV(Educational TeleVision)를 사용하고 있고, 위성방송은 NHK BS, NHK BS 프리미엄 4K, NHK BS8K 5개의 채널이 있다.

## 연혁
- 1924년 11월 29일 - 사단법인 도쿄 방송국 설립
- 1925년 7월 12일 - 도쿄 방송국, 도쿄부 도쿄시 시바 구(현재의 도쿄도 미나토 구 일부분)에서 중파 방송의 본방송 개시
- 1926년 8월 20일 - 사단법인 도쿄 방송국·사단법인 오사카 방송국·사단법인 나고야 방송국이 해산한 뒤 사단법인 일본 방송협회(8월 6일 설립)이 방송권 가짐
- 1931년 4월 6일 - 도쿄 중앙 방송국,제2 방송(중파) 개시
- 1935년 6월 1일 - 해외방송개시(미국 전용, NHK월드·라디오 일본의 전신)
- 1950년 6월 1일 - 방송법 시행에 의해 사단법인 일본 방송협회가 해산하면서 특수법인 일본 방송협회가 방송권 가짐
- 1953년 2월 1일 - 도쿄에서 아날로그 종합 텔레비전 본방송 개시
- 1959년 1월 - 아날로그 교육 텔레비전 본방송 개시
- 1969년 3월 1일 - 초단파 방송(라디오 FM방송) 본방송 개시
- 1989년 6월 1일 - 위성 제1텔레비전 및 위성 제2텔레비전 본방송 개시(시험 방송 개시는 1984년 5월)
- 1994년 11월 25일 - 위성 디지털 하이비전 텔레비전 실용화 시험 방송 개시
- 2000년 12월 1일 - BS 디지털 방송 본방송 개시
- 2003년 12월 1일 - 지상 디지털 텔레비전 방송 본방송을 도쿄, 나고야 및 오사카 일부 지역에서 개시
- 2007년 10월 31일 - 위성 아날로그 하이비전 텔레비전 방송 (본) 종료(정파)
- 2011년 7월 24일 - 지상파 아날로그 텔레비전 (본) 종료
- 디지털 텔레비전 전환
- 2018년 12월 1일 - BS 4K 8K 초고선명 텔레비전 본방송 개시

## NHK의 특색
NHK는 국가가 직접 운영하는 공영 방송으로서 광고를 주된 수입원으로 하는 민간 방송과 구별된 공공 방송으로 여겨지며 사업 예산·경영 위원 임명은 국회의 승인이 필요하다. 이런 이유로 경영·프로그램 편집 방침에는 국회의 의향이 간접적으로 반영되고 있어, 국회 다수당으로부터 정치적으로 자유롭지 못하다는 비판에 직면하곤 한다.

### 수신료
NHK는 법에서 규정하는 요건을 채운 텔레비전 수신 설비의 설치자가 수신 계약한 것을 근거한다. 수신료를 징수하는 것에 의해서 운영되고 있는 것이 특징이다. 덧붙여 방송법의 규정에 의해 광고에 의해서 수입을 얻는 것은 금지되고 있다.

### 조직
최상위에 위치하는 것은 경영 위원회와 감사로 그 다음에 회장직이 위치한다. 자주 「회장이 최고 책임자」라고 오해 받는 일이 있지만 사실 일반 기업과 대조하면 NHK의 경우는 경영 위원장이 CEO(최고 경영 책임자)이고 회장은 COO(최고 집행 책임자)가 된다. 현재는 법개정으로 일반 기업에도 NHK와 같이 경영 위원회 제도가 도입되게 되어 있다.
회장·이사회 아래에 놓이는 것은 이하의 조직
- 감사실·고사실·컴플리언스실·비서실·종합 기획실·방송총국·시청자총국·노무 인사실·기술국·경리국·총무국·연구소(방송 문화 연구소·방송 기술 연구소)· 각 방송국
- 방송총국 아래-편성국·제작국(제1제작 센터· 제2제작 센터·위성 제작 센터)·보도국·방송 기술국·국제 방송국·해외총지국
- 시청자총국 아래-시청자 서비스국·영업국·홍보국

## 일본 국내 송출 방송
- 라디오 방송
  - NHK 라디오 제1방송 - 보도·정보·오락 프로그램 등을 중심으로 편성(24시간 방송).
  - NHK 라디오 제2방송 - 교육·교양 프로그램을 중심으로 편성. 일기예보·주식시황·외국어 뉴스등도 방송(오전 6시부터 심야까지 방송. 방송 종료시간은 날마다 다르다).
  - NHK-FM방송 - 각종 음악 프로그램을 편성하지만 클래식 음악을 중심으로 편성. 라디오제1방송과의 동시 방송도 실시한다(24시간 방송).

- 지상파 텔레비전 방송
  - NHK 종합 텔레비전 - 보도·정보 프로그램이나 오락 프로그램, 교양 프로그램 등으로 구성(24시간 방송).
  - NHK 교육 텔레비전 - 교육·교양 중심의 편성. 예술·음악 프로그램 등도 방송(오전 5시부터 심야까지 방송. 종료시간은 날마다 다르다.).

- 위성 텔레비전 방송
  - NHK BS - 보도·정보 프로그램이나 오락 프로그램, 교양 프로그램 등으로 구성(24시간 방송).
  - NHK BS 프리미엄 4K - 보도·정보 프로그램이나 오락 프로그램, 교양 프로그램 등으로 구성(24시간 방송).
  - NHK BS8K - 보도·정보 프로그램이나 오락 프로그램, 교양 프로그램 등으로 구성(24시간 방송).

- (종료된 텔레비전 방송)
  - NHK 위성 제1텔레비전 - 독자 편성.뉴스(긴급 보도, 국회 중계(일부)가 있는 경우만)·홍백가합전·고교 야구 등 스포츠 중계·그 외 일부 특집 프로그램은 종합 텔레비전과 동시 방송. 개시 당초는 24시간 방송이었지만, 2006년부터 수신료 수입감소에 의한 경비 삭감에 수반해 05:00기점의 21시간 방송으로 전환되어 심야의 3시간은 재해 긴급 보도나 특별 편성을 하는 경우를 제외하고는 텔레비전 방송은 일시 중지가 된다.
다만, 점검을 하는 경우를 제외해 데이터 방송은 이용할 수 있다. 수신료 있다.
  - NHK 위성 제2텔레비전 - 무정 수신료 있다.
  - NHK 위성 하이비전 - 독자 편성.뉴스(긴급 보도, 국회 중계(일부)가 있는 경우만)·홍백가합전·고교 야구 등 스포츠 중계·그 외 일부 특집 프로그램은 종합 텔레비전과 동시 방송. 개시 당초는 24시간 방송이었지만, 2006년부터 수신료 수입감소에 의한 경비 삭감에 수반해 05:00기점의 21시간 방송으로 전환되어 심야의 3시간은 재해 긴급 보도나 특별 편성을 하는 경우를 제외하고는 텔레비전 방송은 일시 중지가 된다.
다만,점검을 하는 경우를 제외해 데이터 방송은 이용할 수 있다. 2000년 12월 1일(지상파 지역 민방계 BS디지털국 개국), 이후는 BS아날로그 9ch(아날로그 하이비전)으로 방송을 하고 있었지만 2007년 9월 30일에 종료해 12월 1일 이후, 이 채널은 BS디지털 신규 참가국 등에 이용된다. 2007년 1월 1일, 위성 하이비전에서의 뉴스 방송은 폐지되어 위성 제2에 통합되었다(단, 지진·해일 경보〈긴급 경보 방송〉등의 긴급 보도는 제외). 위성 제1은 뉴스와 스포츠 중심, 위성 제2는 문화·예술·엔터테인먼트 중심과 난시청 해소 목적의 지상파 프로그램의 동시·시차 방송, 하이비전은 특성을 살린 프로그램의 편성이 주체가 된다.
  - NHK 원세그1 - 무정 수신료 있다.
  - NHK 원세그2 - 무정 수신료 있다.
  - NHK BS 프리미엄 - 무정 수신료 있다.
  - NHK BS4K - 무정 수신료 있다.

### NHK 방송국 일람
일본 방송협회의 방송국이란, 방송 프로그램의 제작 등을 실시하는 조직을 말한다.기본적으로는 각 부현에 1개소씩(홋카이도는 7개소, 후쿠오카현은 2개소)설치되어 각 지방의 거점이 되는 지역거점국(예전의 중앙방송국)8개가 존재하고 있다.

### 긴급 경보 방송, 재해 보도
방송 시간대에 관계없이 지진이나 해일 경보발표 때에는 긴급 경보 방송을 실시해, 통상 프로그램을 중지하고 국제 방송 「NHK월드」를 포함한 모든 채널에서 해일 관련의 정보를 제공한다. 지진일 때 대부분은 진도가 발표되면 바로 방송되지만, 중요한 방송(국회중계 등)에는 진도가 6약의 진도를 관측했을 때 안내음과 함께 지진긴급방송화면으로 바뀐다.(NHK G에서만),아닐때도 있다.또한 텔레비전 부음성(교육 TV를 제외)과 라디오 제2방송에서는 재일 외국인 전용으로 영어에 의한 해일 관련의 뉴스를 방송하며 해일 경보가 해제될 때까지 일시적으로 통상 프로그램은 중단된다. 이전에 방송할 수 없었던 통상 프로그램은 후일 통상 방송과 같은 시간대나 방송 종료 중의 시간대를 사용해 대체 방송된다.(이 경우, 방송 도중에 좌우측 혹은 상단 자막에 이런 사실이 표시되며, 기상 통보 등은 방송이 중지된다)
텔레비전 방송에서는 전 채널로 해일 주의보 경보 텔롭 표시를 행하며 덧붙여 통상 방송으로 돌아와도 해일 경보·해일 주의보가 나와 있을 때는 전면 해제될 때까지 지도상의 표시 텔롭을 계속 낸다. 다만, 국제 방송 NHK월드에서는 지도상의 해일 경보·해일 주의보 표시 텔롭은 일절 표시되지 않고 있다. 덧붙이면 2007년 10월 1일부터 긴급 지진 속보의 텔롭 표시의 운용이 개시되었다.(국제 방송 NHK월드는 제외)
또, 진도 6 이상의 강한 지진이 발생했을 경우는, 똑같이 국제 방송을 포함한 모든 채널의 통상 방송을 중지하고,지진 관련의 뉴스·정보를 제공하는 일이 있다. 이때 차임벨이 같이 흐른다.(긴급 경보 방송의 신호와는 다르다. 국제 방송은 국내에서의 통상 방송 정지로부터 몇 초 후에 재해 보도로 전환한다) 1995년의 한신·아와지 대지진과 2004년의 니가타 현 주에쓰 지진, 그리고 2011년의 도호쿠 지방 태평양 연안 지진 때에는 교육 TV와 FM 방송에서는 지진 발생 이후 며 칠간 재해지역 정보를 지속적으로 방송하기 위해서 일반방송을 중단한 사례가 있다. 특히 도호쿠 지방 태평양 연안 지진의 경우, 이때 교육 TV와 FM 방송에서는 NHK 안부정보도 같이 내보냈다.
종합 TV나 라디오 제1방송이 전술 이외의 재해나 중대한 사건 등에 의한 특별 편성에 수반해 스포츠 중계와 국회 중계 등을 방송할 수 없는 경우 교육 TV나 FM라디오 방송으로 대신 방송하는 조치를 취하는 경우가 있는데, 이것은 NHK가 일본 재해 대책 기본법에 정해진 보도 기관으로 지정된 유일한 공공 기관 이기 때문이다.

## 해외 국내 송출 방송
- 라디오 방송
  - NHK 월드 라디오 일본 - 보도·정보 프로그램이나 오락 프로그램, 교양 프로그램 등으로 구성(24시간 방송).

- 지상파 텔레비전 방송
  - NHK 월드 재팬 - 보도·정보 프로그램이나 오락 프로그램, 교양 프로그램 등으로 구성(24시간 방송).

- 위성 텔레비전 방송
  - NHK 월드 텔레비전 - 보도·정보 프로그램이나 오락 프로그램, 교양 프로그램 등으로 구성(24시간 방송).
  - NHK 월드 프리미엄 - 보도·정보 프로그램이나 오락 프로그램, 교양 프로그램 등으로 구성(24시간 방송).

## 방송 프로그램

### 제작 형태
NHK의 프로그램은 직원에 의한 자주 제작이 중심이었지만 10년 동안 위성 방송이나 종합 TV를 중심으로 프로그램 제작 회사에 위탁하는 형태가 증가하고 있으며 이를 통해 제작비를 억제하고 있다.
민간 방송과 달리 사전에 면밀한 계획을 세워 엄중한 품질관리 아래에서 프로그램을 제작하는 것으로 알려져 있다. 대본은 민방 프로그램(텔레비전 드라마이외)에서는 그다지 중요시되지 않은 반면, NHK의 경우는 출연자가 프로그램의 사이에 이야기하는 코멘트의 하나하나까지 제대로 쓰여져 있다.
대본은 사전에 제작해 관리직이 체크한 다음 고사실로 회송된 뒤 방송 금지 용어나 잘못된 일본어, 차별적인 언사가 방송에 나오지 않게 첨삭된 뒤 현장으로 돌아온다.
그리고 다큐멘터리나 보도 프로그램에서는 대본의 코멘트 수정이 몇 번이나 행해지고 있으며 특히 「NHK스페셜」의 경우는 횟수를 거듭할 때마다 상급 관리직이 체크한다.
중계 프로그램이나 생방송 프로에서도 협의나 리허설이 면밀하게 행해진다. NHK의 간판 프로그램이라고도 할 수 있는 「홍백가합전」에서는 결정된 방송 시간을 지키기 위해 분 간격의 스케줄로 대본이 만들어져 우편 번호부 정도의 두께의 대본이 전 스탭에게 배포되고 있으며 3일간에 걸쳐서 리허설을 한다. 그리고 신년맞이 프로그램「가는 해 오는 해」에서는 면밀한 컷 나누기와 코멘트 정리 그리고 종을 치는 사람이나 참배하는 사람의 선정이 1개월 전부터 행해진다고 한다.

### 프로그램 재방송
본래 프로그램 재방송은 원칙적으로 NHK만 하고 있었지만 이전부터 일부 민영 방송국에서도 NHK의 프로그램이 방송되고 있었으며 2004년부터는 CS각 국에서 프로그램 재방송이 개시되어 2006년에는 본격적인 프로그램 재방송을 하고 있다.

### NHK의 프로그램을 방송한 지역 민방 네트워크 계열국
- 오키나와 텔레비전 (FNN계열)

개국 당시에 NHK가 없었기 때문에 「NHK 뉴스」 「NHK 아침의 연속 TV 소설」 「대하드라마」 「스튜디오102」 「나의 비밀」 「NHK 홍백가합전」등을 1965년 3월부터 오키나와 방송 협회(OHK·현재의 NHK 오키나와 방송국)가 개국한 1968년 12월까지 방송되었으며 독자적으로 스폰서를 넣어 방송하고 있었다. 또 교육 TV의 학교 방송 프로그램은 당시 정부문교국 제공으로 OHK 개국 후도 당분간 방송되었다.
- 류큐 방송 (JNN·JRN계열)

「노래 자랑 아마추어 연예회」(현재의 NHK 노래 자랑)를 OHK 개국 전까지, 교육 TV나 제2라디오의 학교 방송 프로그램을 정부 문교국 제공으로 개국 직전까지 방송되고 있었다. 또 라디오 개국 직후에는 「낮의 휴식」이나 영어회화 강좌가 방송되었던 적이 있는 것 외에 텔레비전에서는 1990년대 「미래소년 코난, 2000년에는 방송 프로그램 센터의 배급으로 「다큐 일본」이 방송되었다.
- 라디오 오키나와 (NRN계열)

OHK 개국 전까지,제2라디오의 학교 방송 프로그램이 정부 문교국의 제공으로 방송된 것 외에 NHK홍백가합전 등 일부 라디오 프로그램에 독자적으로 스폰서를 넣어 방송하고 있었다.
- 니혼 텔레비전 방송망 (NTV)

미래소년 코난을 (재)하여 1997년 7월 30일~9월까지 방송하였다. 이 프로그램은 2006년 4월~9월 동안 간사이 TV 방송(FNN계열)에서도 방송되었으며 그해 10월부터는 KBS교토에서도 방송되었다.
- 테레비 도쿄 (TXN계열)

「NHK 아침의 연속 TV 소설」 「대하드라마」 「닐스의 이상한 여행」등의 프로그램 재방송.
- 테레비 아이치 (TXN계열)

「오늘의 요리」를 재방송 하였으며 독자적으로 스폰서를 넣어 방송하고 있었다.
- 테레비 세토우치 (TXN계열)

교육 TV의 도예 프로그램(30분)을 CM없이 방송하고 있었다.
- KBS교토·선 텔레비전·기후 방송, 사가 테레비 (FNN계열)

개국 당초 NHK의 중계국이 없는 지역을 고려해,「NHK 뉴스」를 동시 방송했다(기후 TV는 「기후 방송 뉴스」에 제목을 고쳐서 방송).

## 아나운서
홈 페이지에 게재되어 있지는 않지만 정년 퇴직 후에도 재고용(촉탁직)이나 계약 출연의 형태로 아나운서를 계속하고 있는 사람도 있으며 주로 라디오(국제 방송도 포함)의 뉴스(야간·심야 등), 제2라디오 방송의 주식 시황, 기상 통보에 등장한다.
또 신인 아나운서는 기본적으로 초임지는 지방에 소재하고 있는 방송국에서 근무하며 그 후 타 지역의 각 방송국으로 이동을 경험하게 되지만 여성 아나운서는 지방국→거점국→도쿄의 순서로 이동하는 것이 일반적인 사례이나 예외도 있다. 그리고 임원 정년이 가까워지는 아나운서는 가능한 한 그 아나운서의 현지 출신지, 또는 그곳에 가까운 지역의 방송국에 부임하는 경우가 많아지고 있다.
이전에는 연평균으로 30명 정도를 신규 채용했으나, 일련의 정리해고에 의해 직원 총수 삭감이 과제가 되고 있기도 하여서 채용수를 삭감하거나 계약직 기용으로 전환하기도 한다. 참고로 2008년에는 남녀 7명을 채용했다. 한국 드라마 붐을 견인한 에비사와 장지 회장의 시대부터, 한일친선 때문에, 한국인이 좋아할 것 같은 아나운서를 전국 뉴스에 기용하고 있다.

## 국외 방송국과의 협력
지금까지도 해외의 텔레비전 드라마나,뉴스 프로그램을 방송하고 있다. 미국 911 테러 사건이나 미국 대통령 선거 등의 해외 중요 뉴스가 있는 경우 BS1에서 해외방송국(대부분은 CNN이나 ABC)의 영상을 통역 첨부로 방송하고 있다. 1990년대에는 ABC 텔레비전의 뉴스 프로그램에서 NHK의 기자가 아시아 관련의 경제 뉴스를 전하는 코너가 있었다.
최근에는 「겨울연가」 「대장금」등 대한민국의 드라마 프로그램도 적극적으로 방송하고 있다.
NHK는 아시아에서 최대 규모의 공공 방송 사업체이며 아시아 태평양 방송 연합의 상임 이사국이다.(회장직을 에비사와 쇼니 전 회장, 하시모토 전 회장이 2대 계속되어 맡고 있다) 이로 인해 아시아를 중심으로 해외의 방송국과의 교류에서 적극적이며 특별 프로그램에서는 아시아의 화제를 채택하는 것도 많다. 또 JICA등의 요청으로 개발 도상국의 방송 기술원조에 직원을 파견하기도 한다.
그밖에 뉴스와 보도 소재 교환의 제휴국과 양호한 관계를 쌓아 올리고 있으며, BS1 채널에서는 각 국의 뉴스를 동시 통역으로 방송하고 있다. 그리하여 해외의 방송국 뉴스에서 일본에 관한 소식이 나올 때,「NHK」의 로고가 들어간 영상이 사용되는 것이 많다.

## 같이 보기
- 도쿠가와 이에야스(일본어: 徳川家康) - 1983년작 사극 드라마
- 와카바(일본어: わかば) - 2004년, 2005년작 TV소설 드라마
- 풍림화산(일본어: 風林火山) - 2007년작 사극 드라마
- 천지인(일본어: 天地人) - 2009년작 사극 드라마
- 료마전(일본어: 龍馬伝) - 2010년작 사극 드라마
- 피타고라 스위치(일본어: ピタゴラスイッチ) - 아동용 프로그램.
- 홍백가합전(일본어: 紅白歌合戦) - 매년 12월 31일 개최됨.
- NHK의 애니메이션 작품 목록
- KBS 1TV
- KBS 2TV